# Danh sách tập của Max & Shred
Max & Shred là chương trình sitcom chiếu trên Nickelodeon tại Mỹ vào ngày 6 tháng 10 năm 2014. Phần 1 có 26 tập.

## Số tập
| Mùa | Mùa | Số tập | Số tập | Phát sóng gốc       | Phát sóng gốc       |
| Mùa | Mùa | Số tập | Số tập | Phát sóng lần đầu   | Phát sóng lần cuối  |
| --- | --- | ------ | ------ | ------------------- | ------------------- |
|     | 1   | 26     | 26     | 6 tháng 10 năm 2014 | 11 tháng 7 năm 2015 |
|     | 2   | TBA    | TBA    | 21 tháng 3 năm 2016 | TBA                 |

1. ↑  "Max & Shred Episode Listings". The Futon Critic. Truy cập ngày 11 tháng 3 năm 2016.